# Kurt Sauer (Geologe)

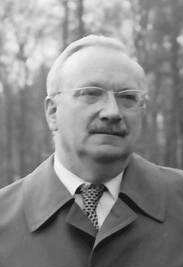
Kurt Sauer (1977)

Kurt Franz Josef Sauer (* 29. Mai 1917 in Mannheim; † 17. Oktober 1986 in Freiburg im Breisgau) war ein deutscher Geologe.
Sauer war von 1975 bis 1982 Präsident des Geologischen Landesamts Baden-Württemberg, der Vorgängerbehörde des Landesamtes für Geologie, Rohstoffe und Bergbau.

## Leben
Sauer absolvierte ein Studium der Geologie, Paläontologie und Bodenkunde in Freiburg und Wien, er promovierte 1948 an der Universität Freiburg mit einer Dissertation über die Geologie der Vorbergzone.
Sauer hatte bereits 1946 für die Badische Geologische Landesanstalt im nördlichen Breisgau die Grundlagen für geologische Übersichtskarten im Maßstab 1 : 100.000 (sog. Franzosenkarte) erarbeitet. Ab 1948 war er in der Landesgeologie, vor allem im Schwerpunktprogramm Trinkwassererschließung und der geologischen Beratung tätig. Ab 1951 zählten auch die Thermal- und Mineralwasserforschung zu seinen Aufgaben, er hat ca. 75 Mineralquellen und Thermen (u. a. Baden-Baden, Badenweiler, Bad Bellingen, Bad Krozingen, Bad Schönborn, Bad Urach, Bad Wildbad) neu bzw. wiedererschlossen.
Sauer übernahm 1959 einen Lehrauftrag und 1964 eine Honorarprofessur für Angewandte Geologie und Geophysik an der Universität Heidelberg. Zusätzlich erhielt er 1972 einen Lehrauftrag für Hydrogeologie an der Universität Freiburg.
Er verfasste rund 200 Veröffentlichungen.

## Ehrungen und Mitgliedschaften
Sauer war seit 1939 Mitglied im Badischen Landesverein Naturkunde und Naturschutz und erhielt 1974 die Ehrenmitgliedschaft.
Er war Mitglied und Vorsitzender der Arbeitsgruppe „Grundwasser des Rheins“ beim Europarat in Straßburg sowie einigen französischen Arbeitsgruppen tätig. Die Republik Frankreich erwählte ihn 1981 zum Ritter der Ehrenlegion. Er war auch Ehrenmitglied der Ungarischen Hydrogeologischen Gesellschaft in Budapest, des Heilbäderverbandes Baden-Württemberg und Ehrenbürger der Gemeinde Bad Bellingen. 1982 wurde ihm das Bundesverdienstkreuz 1. Klasse verliehen.